# Plymouth (Ohio)
Plymouth – wieś w Stanach Zjednoczonych, w stanie Ohio, w hrabstwie Richland.